# Ida A. Bengtson
Ida Albertina Bengtson (Harvad, Nebraska; 1881-1952) fue una bacterióloga estadounidense, conocida por su trabajo con organismos anaeróbicos. Se convirtió en la primera mujer Ph.D. contratada para trabajar en el Laboratorio de Higiene del Servicio de Salud Pública de los Estados Unidos, en los Institutos Nacionales de Salud.
Conocida por sus trabajos en la clasificación de Clostridium botulinum, normas para toxinas de gangrena gaseosa y antitoxinas.

## Vida y educación
Ida Bengtson nació en Harvad, Nebraska, en 1881 como hija de inmigrantes suecos. Asistió a la Universidad de Nebraska y se graduó en 1903 con títulos en matemáticas e idiomas. 

## Inicios de su carrera
Después de graduarse, Bengtson comenzó a trabajar en la Biblioteca del Servicio Geológico de EE. UU. Al ver que el trabajo no le interesaba mucho, habló con un amigo cercano que la animó a volver a la universidad.  En 1911, ingresó a la Universidad de Chicago para estudiar bacteriología y obtuvo su licenciatura en 1913 y su doctorado en 1919, ambos de la Universidad de Chicago. Mientras estudiaba, también trabajó como bacterióloga en el Departamento de Salud de Chicago en 1915. En 1916 se convirtió en la primera mujer contratada para trabajar en el Laboratorio de Higiene del Servicio de Salud Pública de los Estados Unidos (más tarde parte de los Institutos Nacionales de Salud ).Ida allanó el camino para la contratación de científicas adicionales en los NIH y trabajó junto a otras mujeres influyentes como Alice Evans, quien fue la primera mujer presidenta de la Sociedad de Bacteriólogos Estadounidenses.

## Trabajos  principales

### Tifus
Después de su contratación en los NIH, Bengtson ayudó a descubrir que el brote de tétanos de 1917 que se extendió por los EE. UU. Se remontaba a un lote de escarificadores de vacunas contaminados. Después de este hallazgo, Bengtson comenzó a investigar más a fondo las enfermedades infecciosas que se presentan en varias comunidades de los Estados Unidos. Esta investigación incluyó la producción de una vacuna contra el tifus y quizás la contribución más significativa de su carrera: la prueba de fijación del complemento . Esta prueba condujo a hallazgos revolucionarios en lo que respecta a la detección de la diferenciación de enfermedades, incluida la fiebre maculosa de las Montañas Rocosas y la fiebre Q. 

### Clostridium botulinum
El logro científico más significativo de Bengtson fue en lo que respecta a un organismo llamado Clostridium botulinum , que causa una enfermedad paralítica en los pollos. Este organismo fue reconocido y aislado por primera vez en 1895 por Emile van Ermengem del jamón curado casero implicado en un brote de botulismo. El aislado se llamó originalmente Bacillus botulinus, de la palabra latina para salchicha, botulus. (La "intoxicación por salchichas" fue un problema común en la Alemania de los siglos XVIII y XIX, y probablemente fue causada por el botulismo). Sin embargo, los aislamientos de brotes posteriores siempre fueron anaeróbicos.formadores de esporas, por lo que Bengtson propuso que el organismo se colocara en el género Clostridium ya que el género Bacillus estaba restringido a los bastoncillos aeróbicos formadores de esporas.